# Begonia carletonii
Espèce
Begonia carletonii est une espèce de plantes de la famille des Begoniaceae.
L'espèce fait partie de la section Weilbachia.
Elle a été décrite en 1927 par Paul Carpenter Standley (1884-1963).

## Répartition géographique
Cette espèce est originaire des pays suivants : Costa Rica ; Panama.